# Rob Cohen
Robert Cohen, detto Rob (Cornwall, 12 marzo 1949), è un regista, sceneggiatore e produttore cinematografico statunitense.

## Carriera
Di origine ebraica, la sua carriera iniziò con Dragon - La storia di Bruce Lee, per poi proseguire con successi come Dragonheart e Daylight - Trappola nel tunnel (entrambi del 1996) che ottennero entrambi una nomination agli Oscar e un discreto successo al botteghino. Poi proseguì col poco conosciuto The Skulls - I teschi (2000) e soprattutto coi film campioni di incassi Fast and Furious (2001) e xXx (2002), entrambi con Vin Diesel.
Cohen si rifiutò di girare il seguito di ciascuno dei 2 film, e decise invece di produrre Stealth - Arma suprema (2005), che però non ebbe il successo sperato. Diresse poi La mummia - La tomba dell'Imperatore Dragone (2008), che ottenne ottimi incassi ma venne criticato per l’assenza dell’attrice protagonista dei primi due film della saga. Negli anni a seguire dopo il film di successo commerciale Il ragazzo della porta accanto (2015) dirige il flop al botteghino Hurricane - Allerta uragano (2018).

## Filmografia

### Cinema
- A Small Circle of Friends (1980)
- Scandalous (1984)
- Dragon - La storia di Bruce Lee (Dragon: The Bruce Lee Story) (1993)
- Dragonheart (1996)
- Daylight - Trappola nel tunnel (Daylight) (1996)
- The Skulls - I teschi (The Skulls) (2000)
- Fast and Furious (The Fast and the Furious) (2001)
- xXx (2002)
- Stealth - Arma suprema (Stealth) (2005)
- La mummia - La tomba dell'Imperatore Dragone (The Mummy: Tomb of the Dragon Emperor) (2008)
- Alex Cross - La memoria del killer (Alex Cross) (2012)
- Il ragazzo della porta accanto (The Boy Next Door) (2015)
- Hurricane - Allerta uragano (The Hurricane Heist) (2018)

### Televisione
- Miami Vice – serie TV, 3 episodi (1985-1986)
- Jack, investigatore privato (Private Eye) – serie TV, 4 episodi (1987)
- Un anno nella vita (A Year in the Life) – serie TV, 1 episodio (1987)
- Hooperman – serie TV, 1 episodio (1989)
- In famiglia e con gli amici (Thirtysomething) – serie TV, 2 episodi (1988-1990)
- Nasty Boys – serie TV, 1 episodio (1990)
- Eddie Dodd – serie TV, 1 episodio (1991)
- Divisi dalla legge (The Antagonists) – serie TV, 1 episodio (1991)
- The Guardian – film TV (1997)
- Rat Pack - Da Hollywood a Washington (The Rat Pack) – film TV (1998)

### Videoclip
- Rammstein: Feuer frei! (2002)
- Rammstein: Lichtspielhaus - video "Feuer Frei!" (2003)